# Nokia E66
Il Nokia E66 è uno smartphone prodotto dall'azienda finlandese Nokia.

## Caratteristiche
- Dimensioni: 108 × 50 × 14 mm
- Massa: 121 g
- Risoluzione display: 240 × 320 pixel a 16 milioni di colori
- Durata batteria in conversazione: 5 ore
- Durata batteria in standby: 280 ore (11 giorni)
- Memoria: 110 MB espandibile con MicroSD fino a 8 GB
- Fotocamera: 3.2 megapixel
- Bluetooth, infrarossi e Wi-Fi
- A-GPS